# Piedone Hongkongban
A Piedone Hongkongban (eredeti cím: Piedone a Hong Kong) 1975-ben bemutatott olasz–német bűnügyi filmvígjáték, amely a Piedone-tetralógia második része. A film főszereplője Bud Spencer, aki második alkalommal játssza el Piedonét, a nápolyi nyomozót. Az előző filmhez képest több a komikus elem, és itt jelent meg először az egzotikus helyszín és a gyerekszereplő, mint a Piedone-filmek kelléke. (Aki ebben a filmben egy japán kisgyerek, Yoko.) Rendezője Steno, producere Sergio Bonotti. A forgatókönyvet Steno, Franco Verucci és Lucio De Caro írta, a zenéjét Guido és Maurizio de Angelis szerezte. A mozifilm a Mondial Te Fi gyártásában készült, a Titanus forgalmazásában jelent meg. 
Olaszországban 1975. március 27-én, Magyarországon 1977. október 13-án mutatták be a mozikban, új szinkronnal 1999. május 9-én a TV2-n vetítették le a televízióban.

## Cselekmény
Rizzo felügyelő nyomozó Nápolyban, aki megpróbálja felderíteni az egész Európát befedő drogközpontot. Egy gyilkossági ügy nyomai Bangkokba vezetnek, ahol Rizzo felügyelő megismerkedik egy profi zsebtolvajjal, aki először ellensége, majd később segítője lesz, aki még egy fegyveres bűnözőt is megakadályoz abban, hogy megölje Rizzót. 
Van egy Amerikából Nápolyba küldött drogdíler segítője, akit a nyomozás érdekében nem tartóztat le a rendőrség. Rizzo felügyelő időközben rájön, hogy rendőrségen van egy „fekete bárány”, amivel először magát Rizzo felügyelőt vádolják meg. 

## Szereplők
2016-ban a TV2 az eredeti Bujtor István féle szinkronnal adta, bár a főcím utáni első irodás jelenetnél valamiért a második szinkron ment.
| Szerep                                      | Színész            | Magyar hang                      | Magyar hang                    |
| Szerep                                      | Színész            | 1. magyar szinkron (MOKÉP, 1977) | 2. magyar szinkron (TV2, 1999) |
| ------------------------------------------- | ------------------ | -------------------------------- | ------------------------------ |
| Rizzo felügyelő / „Piedone”                 | Bud Spencer        | Bujtor István                    | Kránitz Lajos                  |
| Frank Barrella                              | Al Lettieri        | Sinkó László                     | Mihályi Győző                  |
| Caputó brigadéros / őrmester                | Enzo Cannavale     | Bodrogi Gyula                    | Forgács Gábor                  |
| Dr. Morabito                                | Renato Scarpa      | Márkus László                    | Németh Gábor                   |
| Aranykezű                                   | Francesco De Rosa  | Kern András                      | Breyer Zoltán                  |
| Dr. Accardo, a Narkotikbüro alkalmazottja   | Robert Webber      | Mécs Károly                      | Szokolay Ottó                  |
| Tom Ferramenti                              | Dominic Barto      | Csurka László                    | Kőszegi Ákos                   |
| Jho, az amerikai katona                     | Jho Jenkins        | Kránitz Lajos                    | Bede-Fazekas Szabolcs          |
| Gennarino                                   | Enzo Maggio        | Gyenge Árpád                     | Pálfai Péter                   |
| Jho nagydarab társa                         | Claudio Ruffini    | Buss Gyula                       | Kapácsy Miklós                 |
| Giovanni, a börtönfoglár                    | N/A                | Buss Gyula                       | Kiss Gábor                     |
| Jho kicsi társa                             | Roberto Dell’Acqua | nem szólal meg                   | nem szólal meg                 |
| Makiko                                      | Nancy Sit          | eredeti nyelven                  | eredeti nyelven                |
| Yoko                                        | Daygolo            | eredeti nyelven                  | Győrfi Laura                   |
| Willie Pastrone                             | Edoardo Faieta     | Inke László                      | Holl János                     |
| Assuntina                                   | Ester Carloni      | Pápai Margit                     | Némedi Mari                    |
| Piedonénak hálás nő a piacon                | N/A                | Mányai Zsuzsa                    | Riha Zsófi                     |
| Cigánylány                                  | Roberta Paladini   | Kiss Mari                        | Kiss Virág                     |
| Chang Lee, hongkongi összekötő              | Chaplin Chang      | Versényi László                  | Lázár Sándor                   |
| Pincér                                      | N/A                | Horkai János                     | Lázár Sándor                   |
| Helikopterpilóta                            | N/A                | Dobránszky Zoltán                | Lázár Sándor                   |
| Rózsát tartó lány, összekötő                | Kanchalee          | Magda Gabi                       | Árkosi Kati                    |
| Rendőrfelügyelő Makaó szigetén              | Lino Puglisi       | Szabó Ottó                       | Kiss Gábor                     |
| Pastrone tipp súgója                        | N/A                | Fillár István                    | Kiss Gábor                     |
| Accardo embere                              | Riccardo Pizzuti   | Konrád Antal                     | Seder Gábor                    |
| Kést rántó bandatag                         | Marco Stefanelli   | Gáti Oszkár                      | Seder Gábor                    |
| Yamata, Makiko barátja                      | N/A                | Benkóczy Zoltán                  | Szűcs Sándor                   |
| Rendőr a cigánylánnyal                      | N/A                | Szokolay Ottó                    | Szűcs Sándor                   |
| Vincenzio                                   | N/A                | Szokolay Ottó                    | N/A                            |
| Diszpécser                                  | N/A                | Szokolay Ottó                    | Lázár Sándor                   |
| Rendőr a német turistával                   | N/A                | Szokolay Ottó                    | N/A                            |
| Vatikáni futár                              | N/A                | Miklósy György                   | Izsóf Vilmos                   |
| Portugál rendőr                             | N/A                | Dózsa László                     | Csuha Lajos                    |
| Egyik FBI-ügynök a repülőtéren              | N/A                | Dózsa László                     | Mikula Sándor                  |
| Pincér a Zöld Sárkány mulatóban             | N/A                | Dózsa László                     | N/A                            |
| A hongkongi hármasikrek egyik tagja         | N/A                | Gyabronka József                 | Katona Zoltán                  |
| A hongkongi hármasikrek két tagja           | N/A                | Maros Gábor                      | F. Nagy Zoltán Vizy György     |
| Willie Pastrone kísérője                    | N/A                | Verebes Károly                   | Szűcs Sándor                   |
| Rendőr a rajtaütésnél                       | N/A                | Surányi Imre                     | Szűcs Sándor                   |
| Borbélyhoz berontó gengszter #1             | N/A                | Surányi Imre                     | Mikula Sándor                  |
| Vitorla 4 fedőnevű rendőr az üldözőkocsiban | N/A                | Izsóf Vilmos                     | N/A                            |

További magyar hangok (2. magyar szinkronban): Lázár Sándor, Mikula Sándor, Seder Gábor, Szűcs Sándor

## Érdekességek
- A Barrellát játszó Al Lettieri szerepelt az 1972-es A Keresztapa c. klasszikusban Marlon Brandóval. A Piedone Hongkongban forgatási munkálatainak befejezése után nem sokkal meghalt szívroham következtében.

## Televíziós megjelenések
- 1. magyar szinkron: TV-2, HBO, Mozi+,[4] TV2 (4. logó), Super TV2, PRIME, Moziverzum, RTL Klub (később) / RTL, RTL+ (később) / RTL Három, AMC, Duna
- 2. magyar szinkron: TV2 (1. logó), RTL Klub (korábban), Film+, Film+ 2, Prizma TV / RTL+ (korábban)